# Notre-Dame-du-Hamel
Notre-Dame-du-Hamel is een gemeente in het Franse departement Eure (regio Normandië) en telt 203 inwoners (2004). De plaats maakt deel uit van het arrondissement Bernay.

## Geografie
De oppervlakte van Notre-Dame-du-Hamel bedraagt 13,3 km², de bevolkingsdichtheid is 15,3 inwoners per km².
De onderstaande kaart toont de ligging van Notre-Dame-du-Hamel met de belangrijkste infrastructuur en aangrenzende gemeenten.

## Demografie
Onderstaande figuur toont het verloop van het inwonertal (bron: INSEE-tellingen).